# 마누짧은꼬리박쥐
마누짧은꼬리박쥐(Carollia manu)는 주걱박쥐과(신세계잎코박쥐류)에 속하는 박쥐의 일종이다. 페루와 볼리비아에서 발견된다.

## 특징
작은 박쥐로 몸통 길이가 59~66mm이고 전완장이 41~44mm, 꼬리 길이가 7~10mm이다. 발 길이는 13~15mm, 귀 길이는 18~22mm이고, 몸무게는 최대 21g이다. 털이 길고 앞팔과 대퇴골, 정강이 위로 솜털처럼 덮여 있다. 등 쪽 털은 갈색이지만 배 쪽은 약간 밝은 색을 띤다. 주둥이는 가늘고 길며 원뿔 모양이다. 피침형의 잎코가 잘 발달해 있다.

## 생태
먹이는 열매이다.

## 분포 및 서식지
페루 남부와 볼리비아 서부에 널리 분포한다. 해발 1,300m와 2,250m 사이의 습윤 산지림에 서식한다.